# Nejlepší statistika +/− (ELH)
Toto je seznam (nejlepší statistika +/−) hráčů dle sezón Extraligy ledního hokeje české hokejové extraligy. 

## Vítězové

### Základní část
| Sezóna    | Hráč                          | Klub                         | Statistika +/− |
| --------- | ----------------------------- | ---------------------------- | -------------- |
| 1993/1994 | Martin Procházka              | Poldi SONP Kladno            | + 27           |
| 1994/1995 | Martin Procházka              | Poldi SONP Kladno            | + 39           |
| 1995/1996 | Jiří Vykoukal                 | HC Sparta Praha              | + 34           |
| 1996/1997 | Jiří Dopita                   | HC Petra Vsetín              | + 36           |
| 1997/1998 | Václav Burda                  | HC Sparta Praha              | + 37           |
| 1998/1999 | Jiří Dopita                   | HC Slovnaft Vsetín           | + 40           |
| 1999/2000 | František Kučera              | HC Sparta Praha              | + 40           |
| 2000/2001 | Jiří Dopita                   | HC Slovnaft Vsetín           | + 34           |
| 2001/2002 | Jaroslav Nedvěd               | HC Sparta Praha              | + 36           |
| 2002/2003 | Zdeněk Pavelek                | HC Oceláři Třinec            | + 31           |
| 2003/2004 | David Hruška                  | HC Slavia Praha              | + 31           |
| 2004/2005 | Radim Vrbata                  | Bílí Tygři Liberec           | + 26           |
| 2005/2006 | Jan Marek                     | HC Sparta Praha              | + 25           |
| 2006/2007 | Ondřej Kratěna                | HC Sparta Praha              | + 29           |
| 2007/2008 | Tomáš Žižka                   | HC Slavia Praha              | + 30           |
| 2008/2009 | Jaroslav Bednář               | HC Slavia Praha              | + 31           |
| 2009/2010 | Libor Pivko                   | HC Eaton Pardubice           | + 21           |
| 2010/2011 | Lukáš Krajíček                | HC Oceláři Třinec            | + 22           |
| 2011/2012 | Jan Kolář                     | HC ČSOB Pojišťovna Pardubice | + 23           |
| 2012/2013 | Milan Gulaš                   | HC Škoda Plzeň               | + 27           |
| 2013/2014 | Jan Švrček a Petr Kumstát     | HC Sparta Praha oba          | + 37           |
| 2014/2015 | Petr Kumstát                  | HC Sparta Praha              | + 25           |
| 2015/2016 | Curtis Hamilton               | HC Sparta Praha              | + 29           |
| 2016/2017 | Martin Ševc                   | Bílí Tygři Liberec           | + 21           |
| 2017/2018 | Marek Hrbas                   | HC Vítkovice Ridera          | + 29           |
| 2018/2019 | Ondřej Němec a Petr Holík     | HC Kometa Brno oba           | + 18           |
| 2019/2020 | Pavol Skalický                | BK Mladá Boleslav            | + 25           |
| 2020/2021 | Martin Jandus                 | HC Sparta Praha              | + 28           |
| 2021/2022 | Filip Chlapík                 | HC Sparta Praha              | + 29           |
| 2022/2023 | Lukáš Radil                   | HC Dynamo Pardubice          | + 29           |
| 2023/2024 | Lukáš Sedlák a Peter Čerešňák | HC Dynamo Pardubice oba      | + 32           |
| 2024/2025 | Filip Chlapík                 | HC Sparta Praha              | + 25           |

### Playoff
| Sezóna                      | Hráč                                            | Klub                                            | Statistika +/−                                  |
| --------------------------- | ----------------------------------------------- | ----------------------------------------------- | ----------------------------------------------- |
| 1993/1994                   | Petr Ton                                        | HC Kladno                                       | +9                                              |
| 1994/1995                   | Antonín Stavjaňa                                | HC Dadák Vsetín                                 | +11                                             |
| 1995/1996                   | Jiří Dopita                                     | HC Petra Vsetín                                 | +14                                             |
| 1996/1997                   | Alexej Jaškin                                   | HC Petra Vsetín                                 | +17                                             |
| 1997/1998                   | Tomáš Kapusta                                   | HC ZPS Barum Zlín                               | +16                                             |
| 1998/1999                   | Pavel Patera Martin Procházka                   | HC Slovnaft Vsetín                              | +9                                              |
| 1999/2000                   | Richard Žemlička                                | HC Sparta Praha                                 | +9                                              |
| 2000/2001                   | Jiří Dopita                                     | HC Slovnaft Vsetín                              | +12                                             |
| 2001/2002                   | Michal Broš                                     | HC Sparta Praha                                 | +14                                             |
| 2002/2003                   | Tomáš Pácal                                     | HC ČSOB Pojišťovna Pardubice                    | +12                                             |
| 2003/2004                   | Martin Hamrlík Petr Leška                       | HC Hamé Zlín                                    | +11                                             |
| 2004/2005                   | Aleš Hemský Petr Průcha                         | HC Moeller Pardubice                            | +11                                             |
| 2005/2006                   | Jaroslav Hlinka                                 | HC Sparta Praha                                 | +11                                             |
| 2006/2007                   | František Ptáček Stanislav Procházka            | HC Sparta Praha Bílí Tygři Liberec              | +7                                              |
| 2007/2008                   | Roman Prošek                                    | HC Energie Karlovy Vary                         | +10                                             |
| 2008/2009                   | Roman Červenka                                  | HC Slavia Praha                                 | +10                                             |
| 2009/2010                   | Jakub Nakládal                                  | HC Eaton Pardubice                              | +11                                             |
| 2010/2011                   | Josef Hrabal                                    | HC Oceláři Třinec                               | +13                                             |
| 2011/2012                   | Tomáš Divíšek                                   | HC Kometa Brno                                  | +16                                             |
| 2012/2013                   | Jan Kovář                                       | HC Škoda Plzeň                                  | +12                                             |
| 2013/2014                   | Petr Zámorský Bedřich Köhler                    | PSG Zlín                                        | +8                                              |
| 2014/2015                   | Lukáš Galvas                                    | HC Oceláři Třinec                               | +9                                              |
| 2015/2016                   | Radim Šimek                                     | Bílí Tygři Liberec                              | +13                                             |
| 2016/2017                   | Jozef Kováčik                                   | HC Kometa Brno                                  | +13                                             |
| 2017/2018                   | Michal Gulaši Jiří Polanský                     | HC Kometa Brno HC Oceláři Třinec                | +11                                             |
| 2018/2019                   | David Musil Jan Ordoš                           | HC Oceláři Třinec Bílí Tygři Liberec            | +8                                              |
| 2019/2020                   | z důvodu pandemie covidu-19 se play off nehrálo | z důvodu pandemie covidu-19 se play off nehrálo | z důvodu pandemie covidu-19 se play off nehrálo |
| 2020/2021                   | Jan Košťálek                                    | HC Sparta Praha                                 | +14                                             |
| 2021/2022                   | Tomáš Kundrátek                                 | HC Oceláři Třinec                               | +13                                             |
| 2022/2023                   | Daniel Voženílek                                | HC Oceláři Třinec                               | +12                                             |
| 2023/2024                   | David Musil Peter Čerešňák Ondřej Mikliš        | HC Dynamo Pardubice HC Sparta Praha             | +10                                             |
| 2024/2025                   | Libor Hájek Rhett Holland                       | HC Dynamo Pardubice HC Kometa Brno              | +12                                             |
| Zdroj na eliteprospects.com |                                                 |                                                 |                                                 |